# Leoncio Cabrero
Leoncio Cabrero Fernández (Madrid, 30 de mayo de 1935-Madrid, 7 de febrero de 2010) fue un historiador americanista y filipinista español.

## Biografía
Licenciado en derecho, se licenció y doctoró además en Filosofía y Letras por la Universidad Complutense de Madrid en 1957 y 1960, en ambas ocasiones con premio extraordinario, y en la misma fue profesor ayudante desde 1957, interino (1959), encargado de cátedra (1960), adjunto por oposición (1963), titular numerario (1973) y finalmente catedrático (1990) y catedrático emérito (2005). Becado por la Fundación Lázaro Galdiano, amplió estudios en los museos de arte indoantillano de Francia y Alemania (1960) e investigó sobre el mismo tema en Austria (1962) con una pensión concedida por el Ministerio de Educación. Fue secretario de la Facultad de Geografía e Historia y entre otros cargos director del Departamento de Historia de América I de su universidad y director de sus Seminarios Americanistas y de Estudios Hispano-Filipinos. Se casó con la también historiadora María Concepción Bravo Guerreira, especialista en etnohistoria, y entre 1977 y 1982 participó en la excavación del yacimiento peruano de Raqchi.
Discípulo de Manuel Ballesteros Gaibrois y José Alcina Franch, introdujo la disciplina de la Historia de Filipinas y la expansión ibérica en el Pacífico, en lo que colaboraron con él María Lourdes Díaz-Trechuelo, Leandro Tormo Sanz, Pedro Ortiz Armengol y el historiador filipino Antonio M. Molina. Sus ámbitos de investigación fueron la América Prehispánica; la Historia de Hispanoasia / Iberoasia y la Historia de Puerto Rico en el siglo XIX. Fue miembro de Honor de la Asociación Española de Estudios del Pacífico, entidad que llegó a presidir entre 1996 y 1998.
Editó la Relación Michoacán y las obra de Antonio de Pigafetta y Ruy González de Clavijo entre otras, coordinó una Historia general de Filipinas (2000) y codirigió el Diccionario histórico, geográfico y cultural de Filipinas y el Pacífico español (2007); escribió las biografías de Fernando de Magallanes, Miguel López de Legazpi y Andrés de Urdaneta y publicó monografías como Tradición y novedad en la municipalidad indígena, El emperador Carlos V y la Universidad española y Antecedentes históricos de los tarascos (memoria de licenciatura inédita). También colaboró en la redacción de la Enciclopedia Espasa-Calpe y su Historia Universal del Arte y elaboró guías para visitar el Museo de América y el Museo Antonio Ballesteros. 
Recibió el Premio Nacional de Historia en 1981, la encomienda con Placa de Caballero de la Real y Distinguida Orden de Isabel la Católica, y la cruz de la Orden al Mérito de Filipinas.

## Obras
- Antecedentes históricos de los tarascos, 1957 (memoria de licenciatura inédita)
- El arte prehispánico americano, Madrid: Espasa-Calpe, 1997.
- Con Roberto Ferrando Pérez y Francisco de P. Solano Pérez-Lila, En torno a la obra de Guillermo H. Prescott. (En su centenario). Madrid: Universidad de Madrid, Facultad de Filosofía y Letras, Seminario de Estudios Americanistas, 1960.
- Guía escolar para la visita al Museo de América. Madrid: Publicaciones del Instituto Municipal de Educación, 1961.
- Guía del Museo Antonio Ballesteros de la Universidad de Madrid. Madrid: Universidad Complutense, 1966.
- Historia de las relaciones geográficas de Indias: Nueva España siglo XVI. Madrid: Universidad de Madrid, 1967.
- El descubrimiento de Oceanía por España. Madrid: Departamento de Antropología Americana de la Universidad Complutense de Madrid / El Corte Inglés, 1984 (cinta casete).
- Edición, introducción y notas de Antonio de Pigafetta, Primer viaje alrededor del mundo. Madrid: Historia 16, 1985.
- Fernando de Magallanes. Madrid: Historia 16 / Quórum: Sociedad Estatal para la Ejecución de Programas del Quinto Centenario, 1987.
- Andrés de Urdaneta. Madrid: Historia 16: Quórum : Sociedad Estatal para la Ejecución de Programas del Quinto Centenario, 1987.
- España en el Pacífico. Madrid: Historia 16 (Cuadernos de Historia; 122), 1988.
- Las islas Filipinas. Madrid: Historia 16 (Cuadernos de Historia; 156), 1989.
- Ed. de la Relación Michoacán. Madrid: Historia 16, 1989.
- Ed. de  William Lytle Schurz, El Galeón de Manila, trad. de Pedro Ortiz Armengol. Madrid: Ediciones de Cultura Hispánica, 1992.
- Ed. de José Tudela de la Orden, Historia de la ganadería hispanoamericana, Madrid: Ediciones de Cultura Hispánica, Instituto de Cooperación Iberoamericana, 1993.
- Coord. de VV. AA., Historia General de Filipinas. Madrid: Ediciones de Cultura Hispánica, 2000.
- Ed. de Ruy González de Clavijo, Misión Diplomática de Castilla a Samarcanda. Texto trilingüe: traducción al ruso de Claudio Klotchov y al inglés de Álvaro Maharg. Madrid: Agencia Española de Cooperación Internacional, Ediciones de Cultura Hispánica, 2002.
- Ed. de España y el Pacífico. Legazpi. Congreso Internacional España y el Pacífico, Legazpi. Madrid: Sociedad Estatal de Conmemoraciones Culturales: Ministerio de Cultura, 2004, 2 tomos.
- Dir. con Miguel Luque Talaván y Fernando Palanco Aguado del Diccionario histórico, geográfico y cultural de Filipinas y el Pacífico español. Madrid: Centro de Estudios Hispánicos Iberoamericanos de la Fundación Carolina: Ediciones Cultura Hispánica – Agencia Española de Cooperación Internacional (Ministerio de Asuntos Exteriores de España), 2007, 3 volúmenes.